# Karl Theodor von Dalberg
Karl Theodor Anton Maria rijksbaron von Dalberg (Mannheim 8 februari 1744 – Regensburg 10 februari 1817) was aartsbisschop en keurvorst van Mainz, aartskanselier van het Heilige Roomse Rijk, primaat van Duitsland, vorst-primaat van de Rijnbond en groothertog van Frankfurt.
Na een katholieke opvoeding studeerde hij canoniek recht te Göttingen en Heidelberg. Na zijn studie in 1761 te hebben afgesloten werd hij kanunnik in Würzburg en lid van het domkapittel in Mainz en Worms. In 1772 werd hij voor Mainz stadhouder in Erfurt, in 1780 rector van de Universiteit Würzburg en in 1787 titulair aartsbisschop van Tarsus. Hij was een voorstander van Duitse eenheid en steunde de vorstenbond van Frederik de Grote (1785). Hij was zeer geïnteresseerd in de ideeën van de Verlichting, onderhield contacten met de intellectuele bourgeoisie en was bevriend met een aantal van de bekendste schrijvers van zijn tijd. Zijn plannen voor hervorming van het Rijk werden echter tegengewerkt door keizer Jozef II. Opvallend was dat Dalberg, anders dan andere vorst-bisschoppen, zijn taak als priester even plichtsgetrouw uitoefende als zijn taken als regerend vorst.
Dalberg werd onder Pruisische invloed in 1787 coadjutor van Mainz en Worms en in 1788 ook van Konstanz. Bij de Vrede van Lunéville in 1801 moest hij Worms en Konstanz afstaan maar ontving hiervoor in ruil Regensburg, Aschaffenburg en Wetzlar. In 1802 werd hij aartsbisschop en keurvorst van Mainz en aartskanselier van het Heilige Roomse Rijk. Dalberg was - door toedoen van Pruisen - de enige kerkelijke heerser die na de Reichsdeputationshauptschluss (1803) zijn macht behield. Hij had kerkelijke jurisdictie over Mainz, Keulen en Trier en was van zins een nationale Duitse kerk te stichten, maar werd door de paus in zijn macht beknot.
Dalberg zag in Napoleon Bonaparte de enige man die een verenigd Duitsland zou kunnen bewerkstelligen. Na het einde van het Rijk in 1806 legde hij bij keizer Frans II zijn ambt van aartskanselier neer en werd door Napoleon tot vorst-primaat van de Rijnbond benoemd. Zijn dienstbaarheid aan Napoleon werd hem in Duitsland door velen kwalijk genomen. Hij had niet het excuus dat hij met de Franse keizer meewerkte teneinde zijn dynastieke belangen te verdedigen - die had hij als priester immers niet.
Hij moest in 1810 Regensburg afstaan aan Beieren. Ter compensatie ontving hij echter de prinsdommen Fulda en Hanau en werd uit zijn territoria het groothertogdom Frankfurt geschapen.
Dalberg regeerde vooruitstrevend en verleende, geheel in de zin van de verlichting, de grote Joodse bevolking van Frankfurt dezelfde burgerrechten als zijn andere onderdanen.
In Frankfurt stichtte de nieuwe groothertog een eigen ridderorde; de Orde van Concordia.

Na de Volkerenslag bij Leipzig deed hij troonsafstand ten gunste van Napoleons stiefzoon Eugène de Beauharnais (28 oktober 1813). Bij het Congres van Wenen na de val van Napoleon werd het groothertogdom opgeheven. Dalberg behield alleen het aartsbisdom Regensburg.
- Bibsys: 15044862
- Bibliothèque nationale de France: cb12093212k (data)
- CiNii: DA06413342
- Gemeinsame Normdatei: 118720961
- Historisch woordenboek van Zwitserland: 009761
- International Standard Name Identifier: 0000 0000 8113 1221
- Library of Congress Control Number: n80139035
- Bibliotheek van het Japanse parlement: 001317298
- Nationale Bibliotheek van Tsjechië: mzk2009532840
- Nationale Bibliotheek van Israël: 987007259995905171
- Nationale Bibliotheek van Polen: a0000001747116
- Nederlandse Thesaurus van Auteursnamen: 070001294
- Réseau des bibliothèques de Suisse occidentale: 02-A018066810
- LIBRIS: 183284
- SNAC: w6j39j0v
- Système universitaire de documentation: 029269318
- Union List of Artist Names: 500426980
- Virtual International Authority File: 34484599
- WorldCat: E39PBJt8d7dvvRRFRK4Kf93WjC